# Acido glicerico
L'acido glicerico è un acido carbossilico, con formula C3H6O4, derivato dall'ossidazione del glicerolo. È un metabolita di piante e mammiferi, isolato da piante come le brassiche e le fabaceae, che trova impiego nella sintesi di numerosi composti chimici utilizzati nell'industria farmaceutica e in quella cosmetica. Esiste sotto forma dei due enantiomeri D(+) e L(-).

## Sintesi
Il metodo classico utilizzato per la sintesi dell'acido glicerico consiste nell'ossidazione del glicerolo con acido nitrico. Metodi più efficienti sfruttano l'uso di catalizzatori metallici supportati su carbone attivo oppure processi di fermentazione microbica, inoltre è possibile ossidare il glicerolo anche per via elettrochimica.

## Biochimica
I derivati dell'acido glicerico 2-fosfoglicerato, 3-fosfoglicerato, 2,3-bisfosfoglicerato e 1,3-bisfosfoglicerato sono degli intermedi che compaiono nelle fasi finali della glicolisi. 
A partire dall'acido 3-fosfoglicerico viene biosintetizzato l'amminoacido serina, che a sua volta è un precursore della glicina e della cisteina.
Una elevata concentrazione di acido D-glicerico nel sangue o nelle urine è indice di una malattia metabolica rara, legata alla carenza dell'enzima glicerato chinasi, che provoca un danno neurologico progressivo, ipotonia, epilessia, disturbi della crescita e acidosi metabolica. A sua volta, una elevata concentrazione di acido L-glicerico caratterizza un'altra malattia metabolica rara nota come iperossaluria primaria di tipo 2 e che provoca la formazione di depositi di cristalli di ossalato di calcio nei reni.